# Надстройка (подводные лодки)

Схематический разрез однокорпусной ПЛ
1 — прочный корпус,
5 — надстройка

Надстройка подводной лодки — лёгкая конструкция, устанавливаемая сверху на прочном корпусе. 
В отличие от легкого корпуса, не содержит балластных цистерн. Образующие надстройку листы обшивки прорезаны многочисленными шпигатами, для свободного заполнения и слива воды. 
В надстройке размещаются системы и устройства, не требующие изоляции от забортного давления. В типичном случае — якорное устройство, швартовное устройство, спасательные средства, заборные и выхлопные трубопроводы, аварийные буи, вьюшка протяженной буксируемой антенны ГАС. 
Чаще всего надстройка перекрывает бо́льшую часть длины корпуса, и формирует верхнюю палубу ПЛ.